# Meir Ezrī
Meir Ezrī (hebräisch מאיר עזרי, geb. 1924 in Isfahan; gest. 30. Juni 2015) war ein israelischer Diplomat.

## Leben
Meir Ezrī war der Sohn von Tzion Ezrī (* 1892 in Isfahan). Tzion Ezrī besuchte bis 1913 die 1901 gegründete Schule der Alliance Israélite Universelle in Isfahan. Von 1915 bis 1919 war er im Finanzministerium beschäftigt. Er überwachte das Abführen der Branntweinsteuer und unterrichtete Französisch.
Wie sein Vater absolvierte Meir Ezrī die Schule der Alliance Israélite Universelle, außerdem das englische Stuart Memorial College (SMC) in Isfahan. 15-jährig gründete er 1939 eine Jugendorganisation zur Förderung jüdischer Bildung und beteiligte sich am Aufbau karitativer Einrichtungen für Juden in Isfahan. 1946 zog er nach Teheran.
1950 wanderte Meir Ezrī nach Israel aus und lebte zunächst in Tel Aviv. Sogleich nach seiner Ankunft beauftragte ihn die Jewish Agency, die Aufnahme der in Israel eintreffenden jüdischen Flüchtlinge aus dem Iran und dem Irak zu leiten.
Meir Ezrī war von 1958 bis 1973 der erste israelischer Botschafter in Teheran.
2006 entstand auf seine Initiative hin das nach ihm benannte Institut für Iranische Studien an der Universität Haifa (Ezri Center for Iran and Persian Gulf Studies).
Seine bewegte Lebensgeschichte ließ die Universität Haifa im Film dokumentieren.

## Ehrungen
- 1997: „Yakir Yerushalayim“-Medaille der Stadt Jerusalem für herausragende Dienst an der Stadt Jerusalem und ihren Bürgern[5]
- 2006: Ehrendoktorwürde der Universität Haifa[6]